# José Marques Guimarães
José Marques Guimarães (Florianópolis, na época então Desterro, 25 de abril de 1838 — Rio de Janeiro, 1 de janeiro de 1903) foi um militar e político brasileiro e o segundo presidente do Paraná em período republicano. Seu pai foi Manoel Marques Guimarães e sua mãe Ana Alexandrina de Abreu. Sua terra natal foi Desterro (atual Florianópolis), onde nasceu em 25 de abril de 1838 e foi alfabetizado. Foi para a Corte Imperial em 1854. Em 1 de março do mesmo ano foi assentado praça de aspirante a guarda-marinha e matriculado para estudar como aluno na Academia da Marinha. Teve reprovação no primeiro ano e dado baixa por José Marques Guimarães, mas a Academia da Marinha o readmitiu e o aprovou em exame nem 17 de dezembro de 1855.
Em dezembro de 1857 passou a ser guarda-marinha, embarcando no brigue Maranhão. Depois embarcou em vários brigues que podem ser citados: Itaparica, Recife, Dom Pedro, Camaquã e a corveta Dona Isabel. Em seguida, retornou ao brigue Maranhão, sua primeira embarcação que serviu como roteiro de sua viagem ao rio Ivaí. O brigue Maranhão é a embarcação em que teve início sua vida de marinheiro. Já viajou em várias embarcações como o Jequitinhonha, o iate Capibaribe e depois voltou à corveta Dona Isabel, onde a Marinha do Brasil nomeou José Marques Guimarães a segundo-tenente. A corveta Dona Isabel afundou em 11 de novembro de 1860, cuja localização geográfica do naufrágio foi na faixa litorânea do Cabo Espartel, na costa da Berbéria, em Marrocos, no norte da África.
Foi atendido com galhardia por José Marques Guimarães o apagamento do incêndio de um navio salvo no porto de Nova Iorque e o marinheiro brasileiro foi elogiado.
Era considerado um homem de coragem e franqueza, tendo participado da Guerra do Paraguai, passando por prisioneiro de guerra e depois admoestador, e, em seguida, recebendo absolvição dos conselhos de guerra.
Em 24 de maio de 1862 foi nomeado primeiro-tenente. A população do seu estado natal elegeu José Marques Guimarães como deputado à Assembleia Legislativa Provincial de Santa Catarina na 15ª legislatura (1864-1845) e na 18ª legislatura (1870-1871). Foi recebida por ele a medalha humanitária por sua salvação dos náufragos que estavam a bordo do vapor espanhol Marseille e da escuna americana Marrokim.
A Guerra do Paraguai teve início em novembro de 1865. Foi assumido por José Marques Guimarães o comando interino da canhoneira Greenhalgh e aceito por ele a participação da luta contra as baterias da Ilha de Santana. Depois bombardeou de novo o Forte de Itapiru e novamente se prepara para desembarcar no Passo da Pátria. Foi bombardeado pelo militar o Forte de Curupaiti. Em 21 de janeiro de 1867 a Marinha do Brasil promoveu José Marques Guimarães a capitão-tenente. Comandou a canhoneira Araguari e depois a corveta encouraçada Colombo. Foi atacada pelo militar a Fortaleza de Humaitá e combatidas as fortificações do Passo de Angostura. Acometido pela doença, foi licenciado para retornar ao Brasil, sua pátria natal. A Marinha do Paraguai nomeou José Marques Guimarães como diretor do Estabelecimento Naval de Cerrito.
Foi condecorado com o título de comendador da Imperial Ordem da Rosa e da Imperial Ordem de São Bento de Avis, além da medalha da campanha do Paraguai, passadeira de prata nº 3. Ainda se fez presente na esquadra em Assunção, até o ano de 1873, quando voltou ao Rio de Janeiro, onde foi recebida por José Marques Guimarães uma comissão vinda da Europa. Foi recebido o Monitor Javary e assumido o comando. Tendo voltado ao Brasil, o conselho de guerra foi respondido por José Marques Guimarães, porque ele mesmo desobedeceu às ordens.
Foi servida a esquadra em Montevidéu e montado o Farol do Arvoredo em Santa Catarina. O posto de maior patente de oficial superior da Marinha do Brasil alcançado em 1880 era o de capitão de mar e guerra. Foi comandante do cruzador Almirante Barroso e do encouraçado Solimões.
O Presidente do Brasil Marechal Deodoro da Fonseca nomeou José Marques Guimarães como segundo presidente do estado do Paraná em 1889. Foi dissolvida a Assembleia Legislativa do Paraná em 11 de dezembro do mesmo ano e nomeada por ele para ser feita às vezes uma Comissão Municipal, do qual foi chefe o doutor Vicente Machado da Silva Lima, que na verdade foi um homem que tinha a capacidade de direção do movimento político, em casos de emergência. Depois da Marinha do Brasil promover José Marques Guimarães ao posto de contra-almirante, é deixado por ele o governo do Paraná em 18 de fevereiro de 1890. Foram interrompidos três meses de administração.
Comandou a divisão de Cruzadores e depois chefiou o Estado Maior da Marinha, recebeu a aposentadoria definitiva de militar, ou seja, foi reformado no posto de vice-almirante, mas voltou ao quadro ativo da Marinha, para a tomada de posse do cargo de Inspetor do Arsenal da Marinha da Capital Federal.
Assinou o Manifesto dos 13 generais, que incitaram à revolta contra o fato de que Floriano Peixoto pudesse tomar posse do cargo de Presidente do Brasil. Depois de ter sido signatário do manifesto, o então presidente Floriano Peixoto mandou José Marques Guimarães para Cucuí, no extremo norte do Brasil. O fato de que atuou na Revolução Federalista era uma oposição oculta, com assombração e repugnância de suas atitudes. Posteriormente, foi chefe da Consultoria Efetiva do Conselho Naval e da Diretoria da Escola Naval. Além de possuir suas condecorações, recebeu a concessão da medalha de ouro de serviços de guerra.
Morreu na residência onde morava na cidade do Rio de Janeiro, em 1 de janeiro de 1903, aos 64 anos. Pediu a dispensa das honras fúnebres. Foi sucedido em seu lugar pelo vice-governador Uladislau Herculano de Freitas.